# Sue proprie mani
Sue proprie mani, più spesso indicata con l'abbreviazione S.P.M. (= Sue Proprie Mani o Sue Pregiate Mani), è un'espressione normalmente associata a una lettera consegnata a mano e non via posta. Qualsiasi missiva, per legge, è indirizzata esclusivamente al destinatario, ma oggi alcuni sottolineano il carattere "strettamente riservato" della comunicazione aggiungendo la sigla (mal interpretata) S.P.M., quando invece la sigla opportuna sarebbe appunto "Riservato", "Personale", ecc. 
La scritta S.P.M. viene apposta sulla busta della lettera inviata, solitamente in basso a destra. 
Le pregiate mani sono quelle del destinatario.
Talvolta è usato per indicare una lettera consegnata direttamente a mano al destinatario e viene apposto in luogo dell'indirizzo.
Varianti sono S.G.M., Sue graziose (o gentili) mani, o la combinazione di entrambi S.P.G.M..
Utilizzata anche la forma plurale L.P.M., Loro proprie mani.